# Gastrodia boninensis
Gastrodia boninensis är en orkidéart som beskrevs av Takasi Tuyama. Gastrodia boninensis ingår i släktet Gastrodia och familjen orkidéer. Inga underarter finns listade i Catalogue of Life.